# Keboledan
Keboledan is een bestuurslaag in het regentschap Brebes van de provincie Midden-Java, Indonesië. Keboledan telt 7220 inwoners (volkstelling 2010).